# Contea di Robertson (Kentucky)
La contea di Robertson in inglese Robertson County è una contea dello Stato del Kentucky, negli Stati Uniti. La popolazione al censimento del 2000 era di 2 266 abitanti. Il capoluogo di contea è Mount Olivet